# Isohypsibius gilvus
Isohypsibius gilvus är en djurart som tillhör fylumet trögkrypare, och som beskrevs av Vladimir I. Biserov 1986. Isohypsibius gilvus ingår i släktet Isohypsibius och familjen Hypsibiidae. Inga underarter finns listade i Catalogue of Life.